# Heteren
Heteren – wieś w Holandii, w prowincji Geldria, w gminie Overbetuwe. Do 2001 r. była siedzibą oddzielnej gminy. Zamieszkana przez 5024 osoby.